# Huanacoma (Bolivia)
Huanacoma es una localidad de las tierras altas de Bolivia, ubicada en la región andina. Administrativamente se encuentra en el municipio de Caripuyo de la provincia de Alonso de Ibáñez en el departamento de Potosí. Se encuentra en el extremo norte de este departamento, a una altitud de 3.402 m s. n. m..
Por la geografía de su ubicación no tiene una comunicación directa con la ciudad de Potosí. Está comunicada, en cambio, con la ciudad de Oruro por una carretera de tierra cuyo estado es regular, con un viaje de aproximadamente tres a cuatro horas en transporte de flotas o camiones y un viaje de dos a tres horas en vehículos livianos.
Este lugar es conocido gracias a que en esta comunidad nació  Alcides Terán Velazquez, genio informático de finales del siglo XX.

## Idiomas
En Huanacoma se hablan tres idiomas: el castellano, el quechua y el aimara, siendo la mayoría de sus habitantes bilingües o incluso trilingües.

## Organización territorial
Huanacoma pertenece al municipio de Caripuyo en la provincia de Alonso de Ibáñez, anteriormente estableciéndose como cantón hasta el 2009. A su vez está organizada en sindicatos, que pertenecen y representan a muchas comunidades de este excantón:
- Huanacoma
- Jachavi
- Q'aqalli
- Queñuani
- Cañaviri
- Coyanca
- Huacamayo

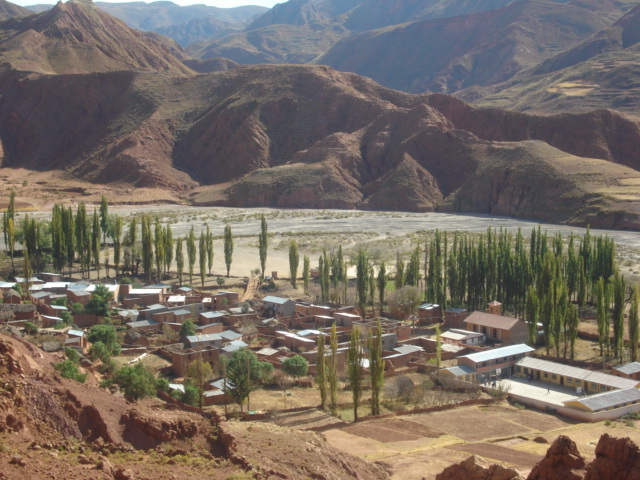
Vista panorámica
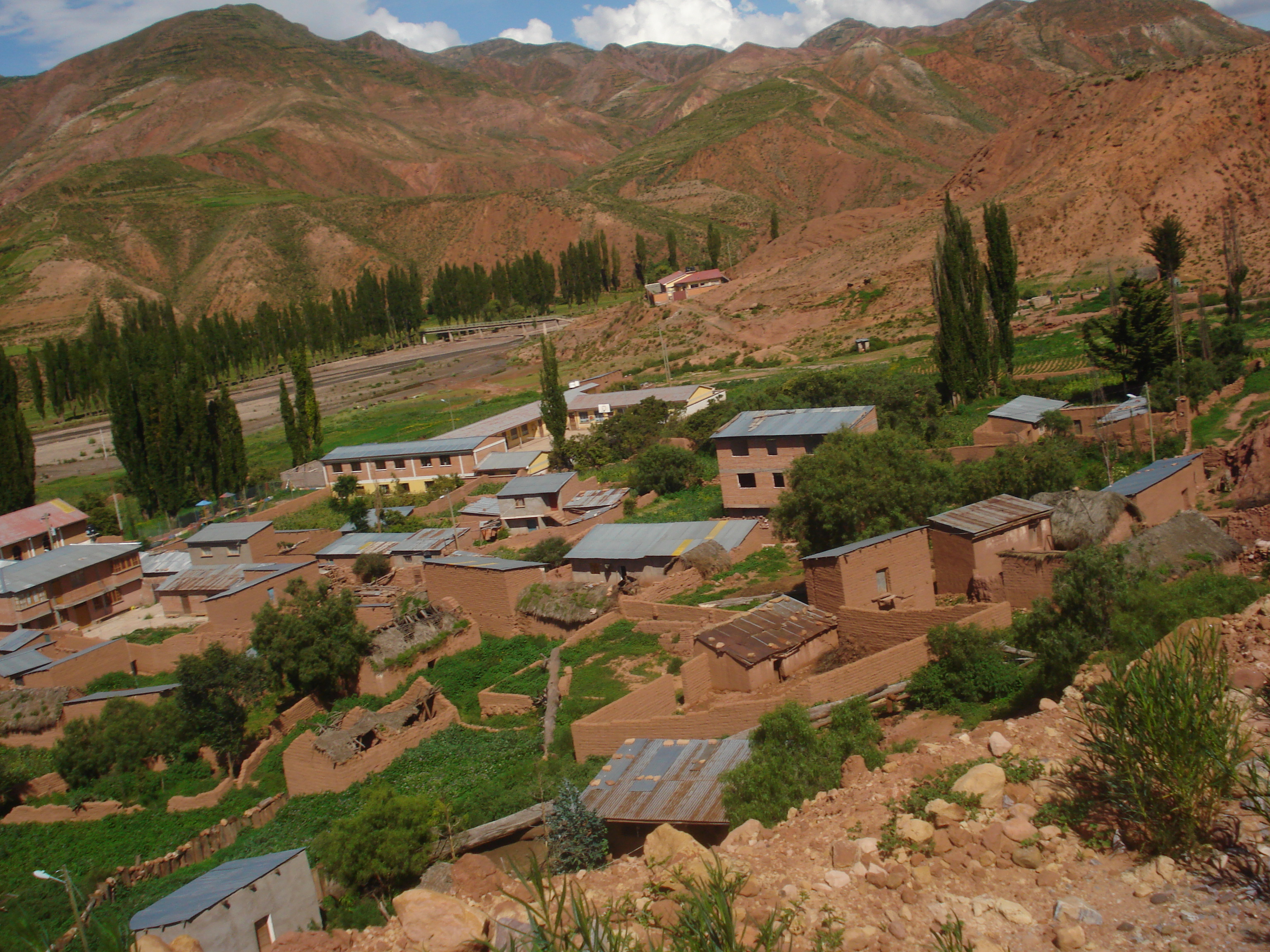
Vista panorámica
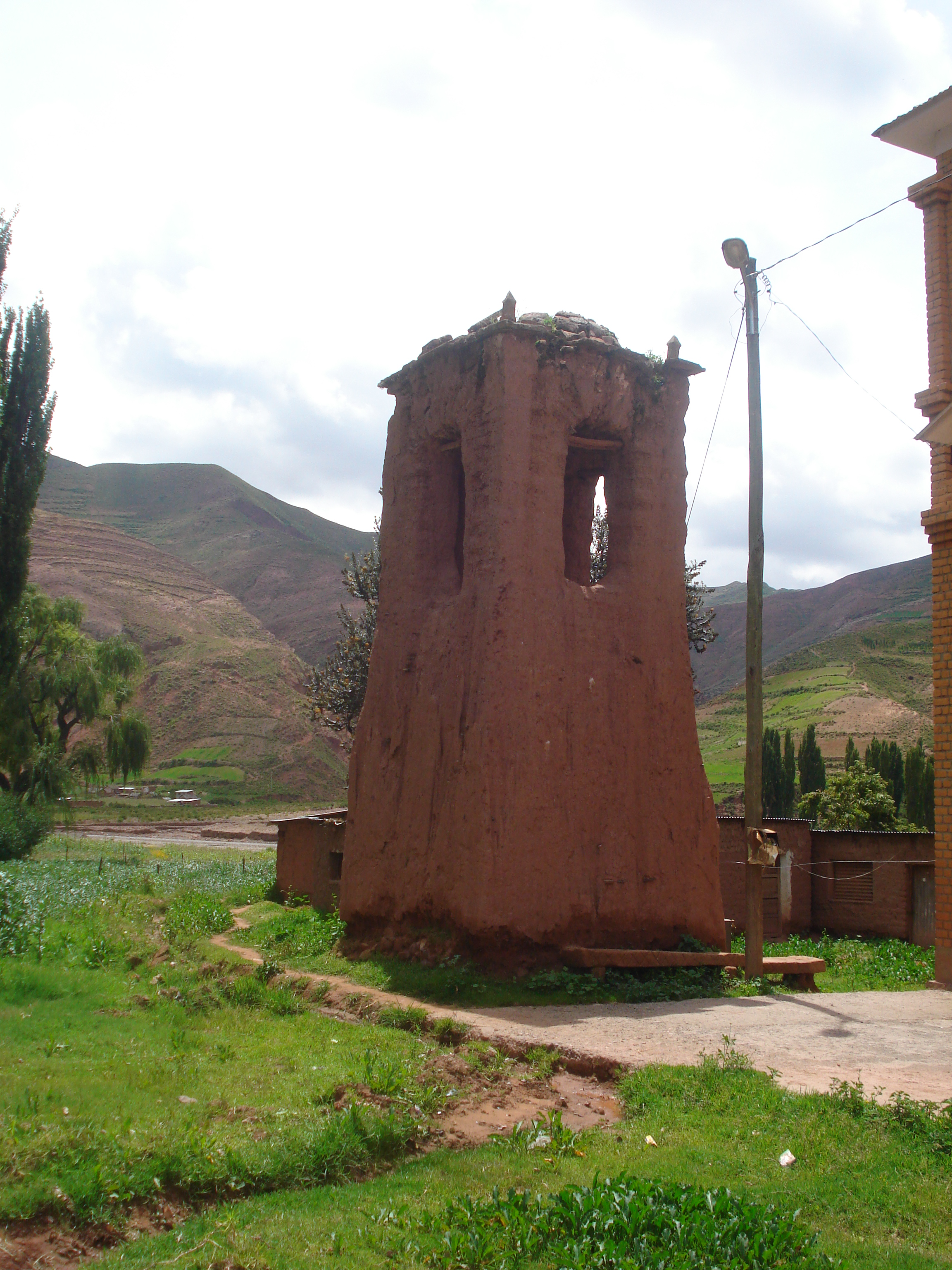
Torre de Huanacoma
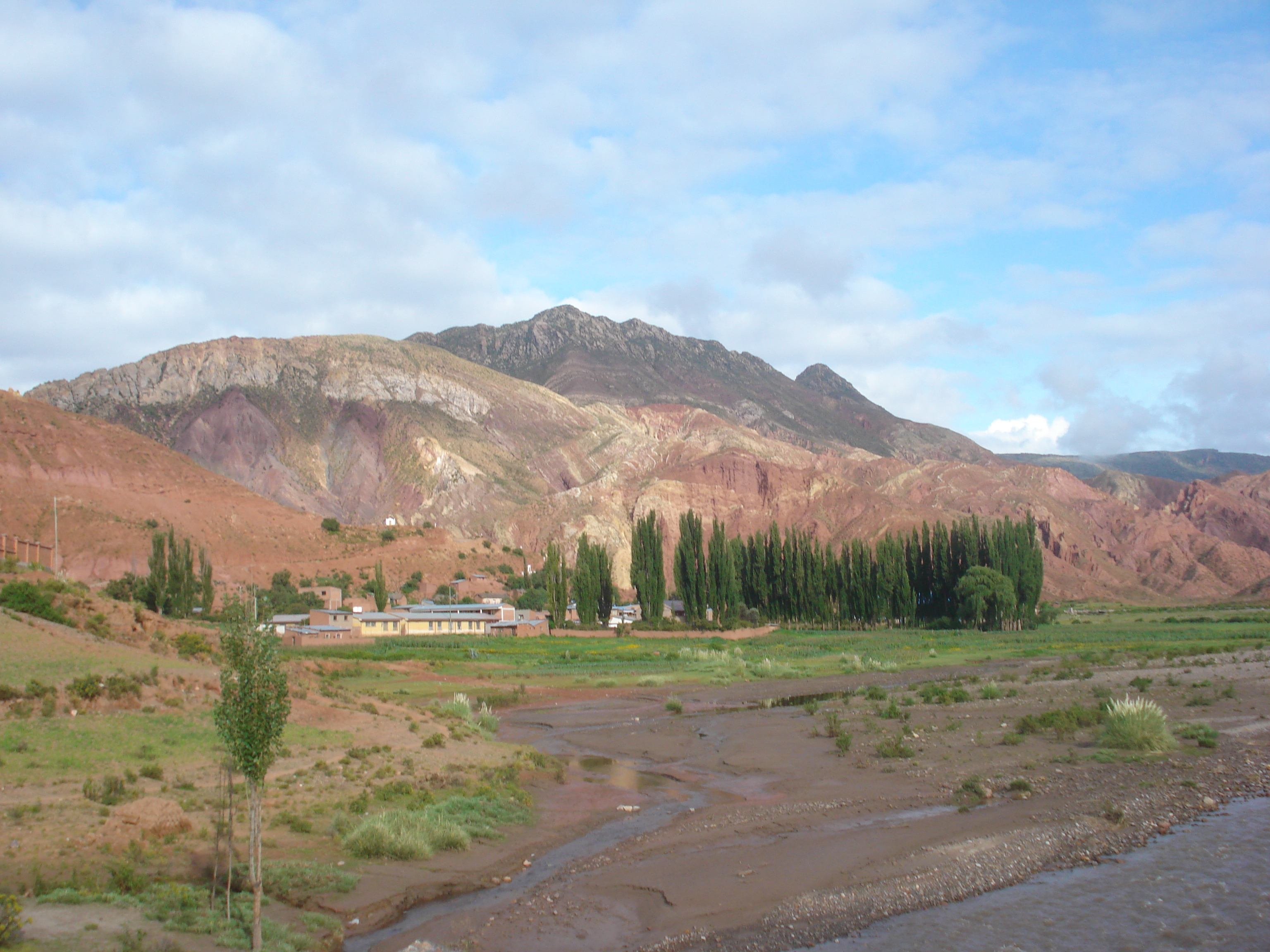
Vista panorámica
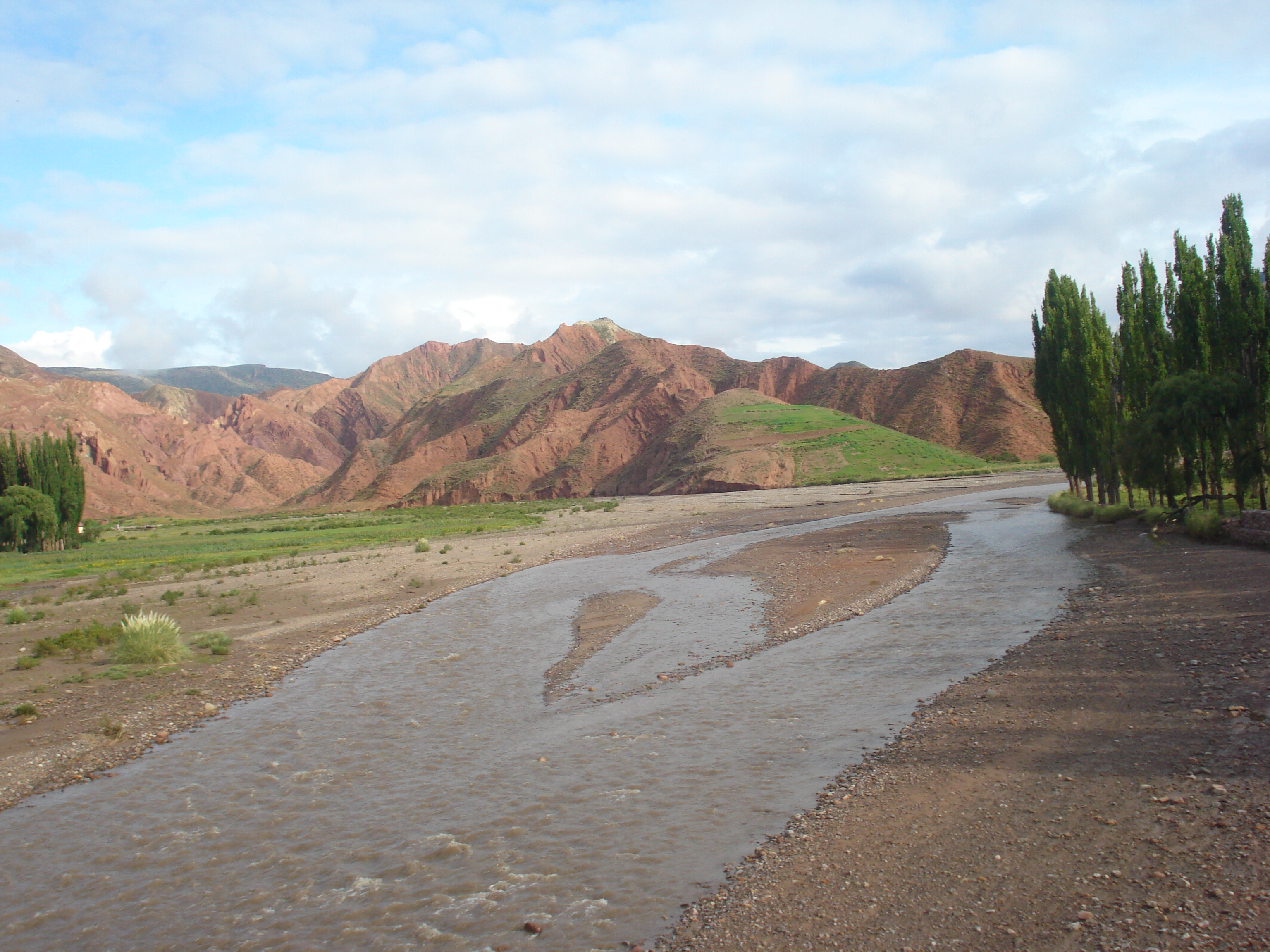
Rio de Huanacoma
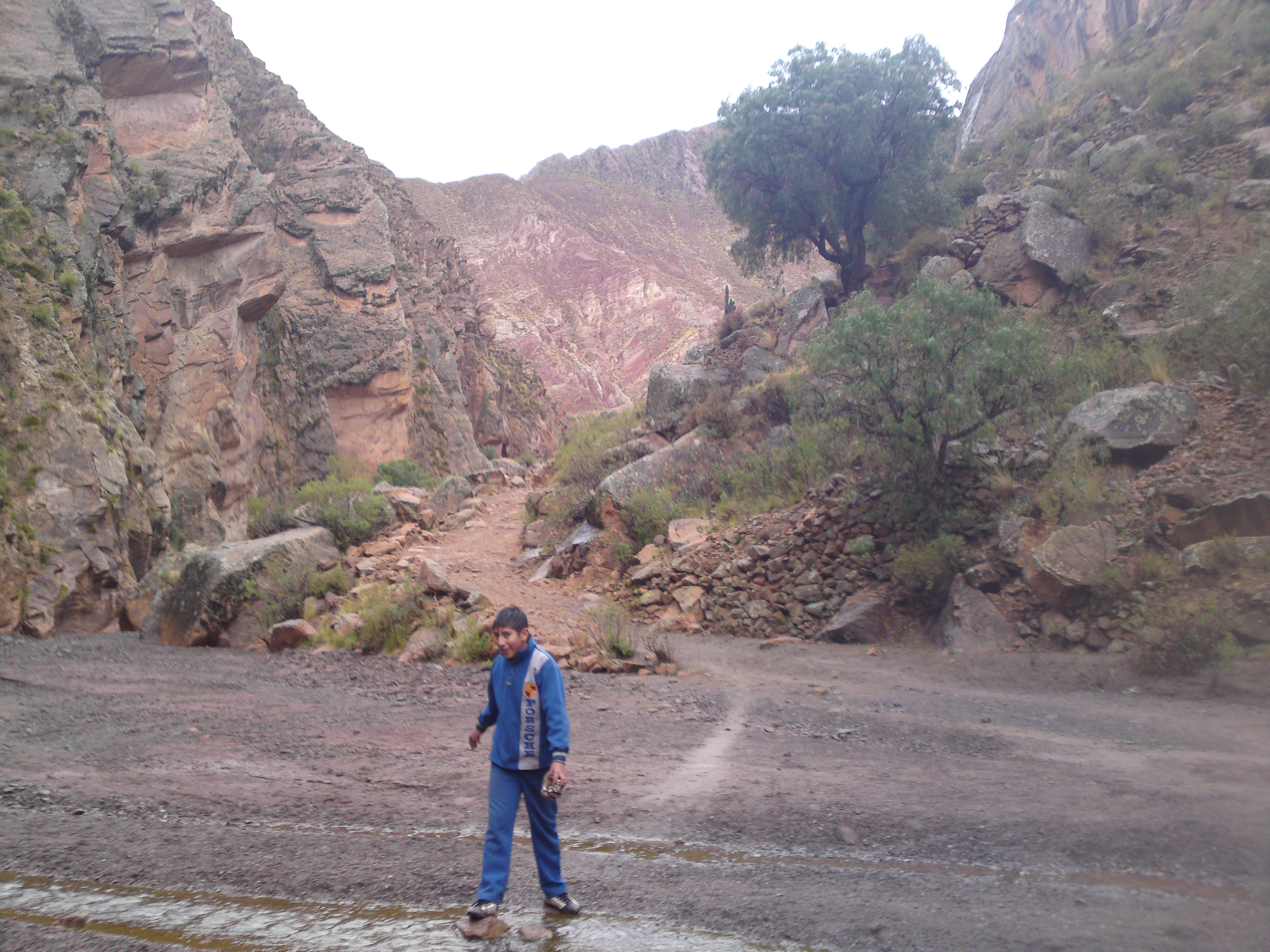
Ckull'ku, Famoso cañadón natural
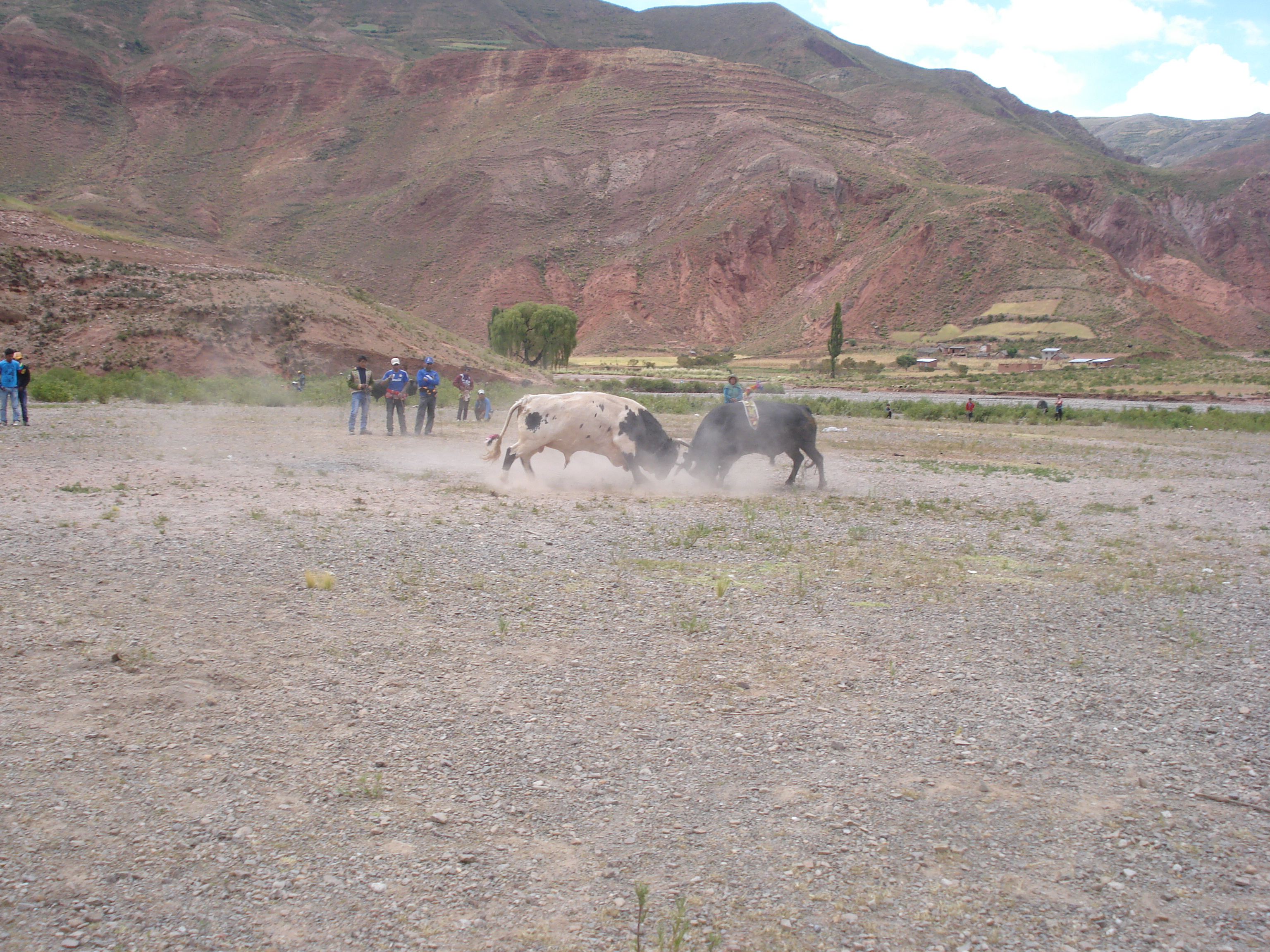
Toro Tinku, Tradición ancestral del Norte de Potosí
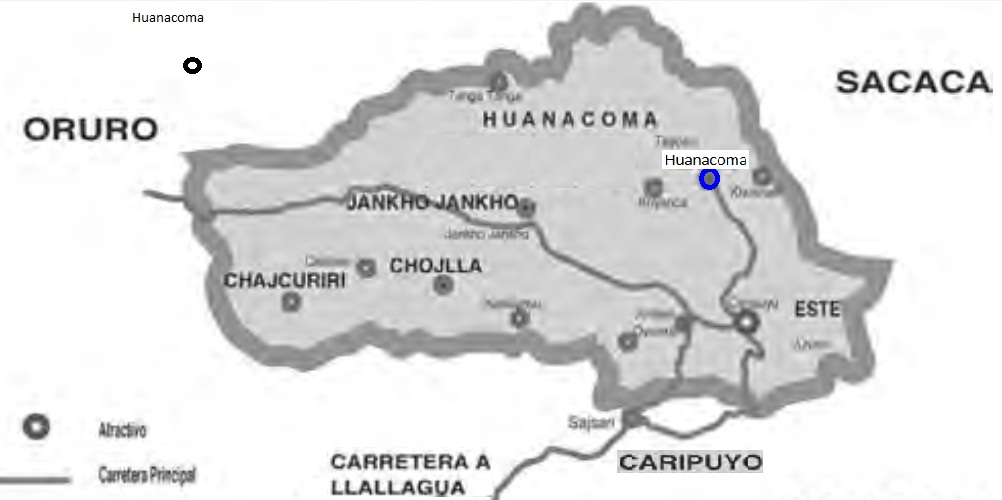
Mapa de Huanacoma

## Transportes
Una línea de dos flotas hace el viaje desde Oruro, que dura entre cuatro y cinco horas, teniendo como parada la terminal ubicada en el Tagarete, final Av. del Ejército, con los siguientes itinerarios:
| Día de Salida | Hora Salida     | Día de retorno | Hora de retorno |
| ------------- | --------------- | -------------- | --------------- |
| Lunes         | Hrs. 9:00 a. m. | martes         | 8:00 a. m.      |
| Miércoles     | Hrs. 9:00 a. m. | jueves         | 8:00 a. m.      |
| Jueves        | Hrs. 9:00 a. m. | viernes        | 8:00 a. m.      |
| Sábado        | Hrs. 9:00 a. m. | domingo        | 8:00 a. m.      |